# Вярска (волость)
Вярска (ест. Värska vald) — волость в Естонії, у складі повіту Пилвамаа.

## Положення
Площа волості — 187,7 км², чисельність населення на 1 січня 2011 року становила 1466 осіб.
Адміністративний центр волості — селище Вярска. До складу волості входять ще 34 села: Коідула (Koidula), Колодавітса (Kolodavitsa), Колоссова (Kolossova), Корела (Korela), Косткова (Kostkova), Кремессова (Kremessova), Кундрусе (Kundruse), Літвіна (Litvina), Лоботка (Lobotka), Лутепяя (Lutepää), Матсурі (Matsuri), Мяясовітса (Määsovitsa), Недсайа (Nedsaja), Паттіна (Pattina), Пердаку (Perdaku), Подмотса (Podmotsa), Поповітса (Popovitsa), Ряяптсова (Rääptsova), Сааболда (Saabolda), Саатсе (Saatse), Самаріна (Samarina), Сеснікі (Sesniki), Сяпіна (Säpina), Тонйа (Tonja), Трескі (Treski), Улітіна (Ulitina), Ваартсі (Vaartsi), Ведерніка (Vedernika), Велна (Velna), Верхулітса (Verhulitsa), Воропі (Voropi), Виполсова (Võpolsova), Вяіке-Рисна (Väike-Rõsna), Ирсава (Õrsava). Волость розташована на кордоні з Російською Федерацією.